# Javier Casas Cuevas
Javier Casas Cuevas, Casas (ur. 9 maja 1982 w Bilbao) – piłkarz hiszpański narodowości baskijskiej grający na pozycji lewego obrońcy. Jest piłkarzem baskijskiego zespołu Athletic Bilbao, z którym jest związany od 1998 roku, a w pierwszym zespole występuje od 2004 roku.

## Kariera klubowa
- Kluby juniorskie: Arenas de Getxo (1997/98), Athletic Bilbao (1998–2000).
- Kluby seniorskie: CD Baskonia (2000/01), Athletic Bilbao "B" (2001–2004), Athletic Bilbao (od 2004).
- Debiut w Primera División: 22.09.2004 w meczu Real Betis – Athletic 2:1.

## Kariera reprezentacyjna
Reprezentacja Kraju Basków (Euskadi):
- Debiut: 08.10.2006 w meczu Katalonia - Euskadi 2:2.
- Bilans: 1 mecz